# Sturnia pagodarum
El estornino de las pagodas o estornino de cabeza negra (Sturnia pagodarum)
 es una especie de ave paseriforme de la familia Sturnidae. Por lo general es visto en parejas o pequeñas bandadas en hábitats abiertos en las llanuras del subcontinente indio.

## Descripción
Mide entre 19 y 20 cm de largo, 9,9 a 11,5 cm de envergadura y 40-54 g de peso. El plumaje es de color beige cremoso pálido, con la parte superior del cuerpo de color marrón-grisáceo y un gorro negro. El pico es de color amarillo con la base azulada. Tiene los iris pálidos y un parche de piel azulado alrededor de los ojos. Los machos adultos tiene una cresta más prominente que las hembras y tienen las plumas del cuello más largas. Las aves juveniles son más opacas y el capuchón es más marrón.
El nombre de la especie pagodarum se cree que está basado en la presencia de la especie en edificios y pagodas en el sur de la India.

## Distribución y hábitat
Es criador residente en Nepal y la India, visitante de invierno en Sri Lanka y visitante de verano en algunas partes de los Himalayas occidentales y nororientales. Tienen notas de llamada musicales compuestas de una serie de notas arrastradas que terminan abruptamente. Aunque es visto principalmente en las llanuras hay algunos registros de arriba de 3000 m principalmente en Ladakh.
Habita típicamente en bosques secos, matorrales y cultivos y se encuentra a menudo cerca de viviendas humanas. Le favorecen especialmente las zonas con tierras inundadas o pantanosas.

## Comportamiento y ecología

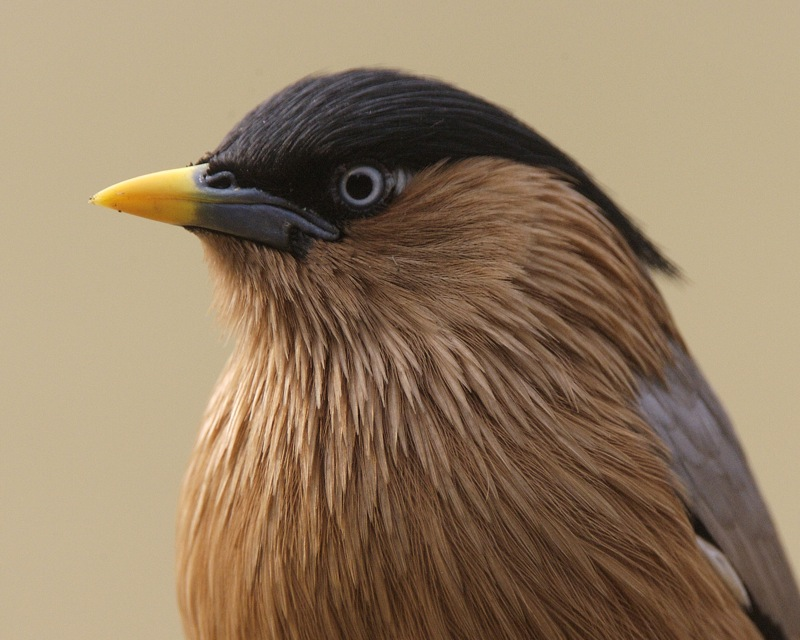
Detalle de la cabeza que muestra las plumas alargadas del cuello

Como la mayoría de los estorninos, es omnívoro, comiendo frutas e insectos. Han sido conocidos por alimentarse de los frutos de Thevetia peruviana que son tóxicos para muchos vertebrados. Estas aves no son tan arbóreas como el estornino malabar (Sturnia malabarica)  y forman bandadas pequeñas que se mezclan con otros estúrnidos en el suelo. También suelen visitar las flores por el néctar, particularmente Salmalia, Butea monosperma y Erythrina. Duermen comunalmente en un gran número de árboles frondosos, a menudo en compañía de periquitos y otros estorninos.
Construye su nido en huecos de los árboles o cavidades artificiales. La época de reproducción es desde marzo hasta septiembre, pero varía según el lugar, siendo más temprana en el sur de la India. Ambos sexos participan en la construcción del nido. El nido está forrado con hierba, plumas y trapos. La nidada normal es de 3-4 huevos que son de color verde azulado pálido. Los huevos eclosionan en unos 12 a 14 días.

## Taxonomía y sistemática
Se encontró que los géneros de estorninos son polifiléticos en base de la filogenia molecular y esto ha dado lugar a cambios en la colocación de los géneros. Esta especie ha sido colocada tradicionalmente en el género Sturnus y Temenuchus, pero un estudio de 2008 lo colocó dentro del género Sturnia (Zuccon et al. 2008).

## Otras fuentes
- Tyagi, AK; Lamba,BS (1984) A Contribution to the Breeding Biology of Two Indian Mynas. (Records of the Zoological Survey of India. Occasional Papers, 55.) Zoological Survey of India, Calcutta. 97 pages.
- Ali, Salim & Daniel, J.C. (1995): The book of Indian Birds. Bombay Natural History Society, India.
- Grimmett, Richard; Inskipp, Carol, Inskipp, Tim & Byers, Clive (1999): Birds of India, Pakistan, Nepal, Bangladesh, Bhutan, Sri Lanka, and the Maldives. Princeton University Press, Princeton, N.J.. ISBN 0-691-04910-6
- Jønsson, Knud A. & Fjeldså, Jon (2006): A phylogenetic supertree of oscine passerine birds (Aves: Passeri). Zool. Scripta 35(2): 149–186. doi 10.1111/j.1463-6409.2006.00221.x (HTML abstract)